# Amomum luzonense
Amomum luzonense là một loài thực vật có hoa trong họ Gừng. Loài này được Adolph Daniel  Elmer mô tả khoa học đầu tiên năm 1919.

## Phân bố
Loài này có ở các đảo Luzon, Biliran, Philippines.